# 不丹航空
不丹航空（英語：Bhutan Airlines，又称扎西航空（英語：Tashi Air Pvt. Ltd.），IATA代码：B3；ICAO代码：BTN，呼号：Bhutan Air）是不丹第一家非政府持有的航空公司。不丹航空2012年6月因为财务问题暂停了航班的运营，已于2013年10月恢复。

## 历史
不丹航空（当时称作扎西航空）于2011年12月4日成立。不丹航空为扎西集团的子公司。不丹航空于2011年12月8日开始运营前往贾卡尔（Jakar）和塔希冈的国内航线运营6个月后，航空公司向不丹政府申请开通更多国内航线。公司靠向一立陶宛公司湿租的空中客车A319运营所有航线。2013年7月30日，不丹航空接收其第二架空中客车A319。

## 办公室
不丹航空总部位于廷布的扎西商场。公司在帕罗机场也有办公室。其他辦公室位於加德滿都、尼泊爾和馬來西亞。

## 目的地
截止到2024年12月，不丹航空目的地如下：
不丹航空正筹备前往印度巴格多格拉、达卡、新加坡、迪拜、臺北、香港的航班。

## 机队

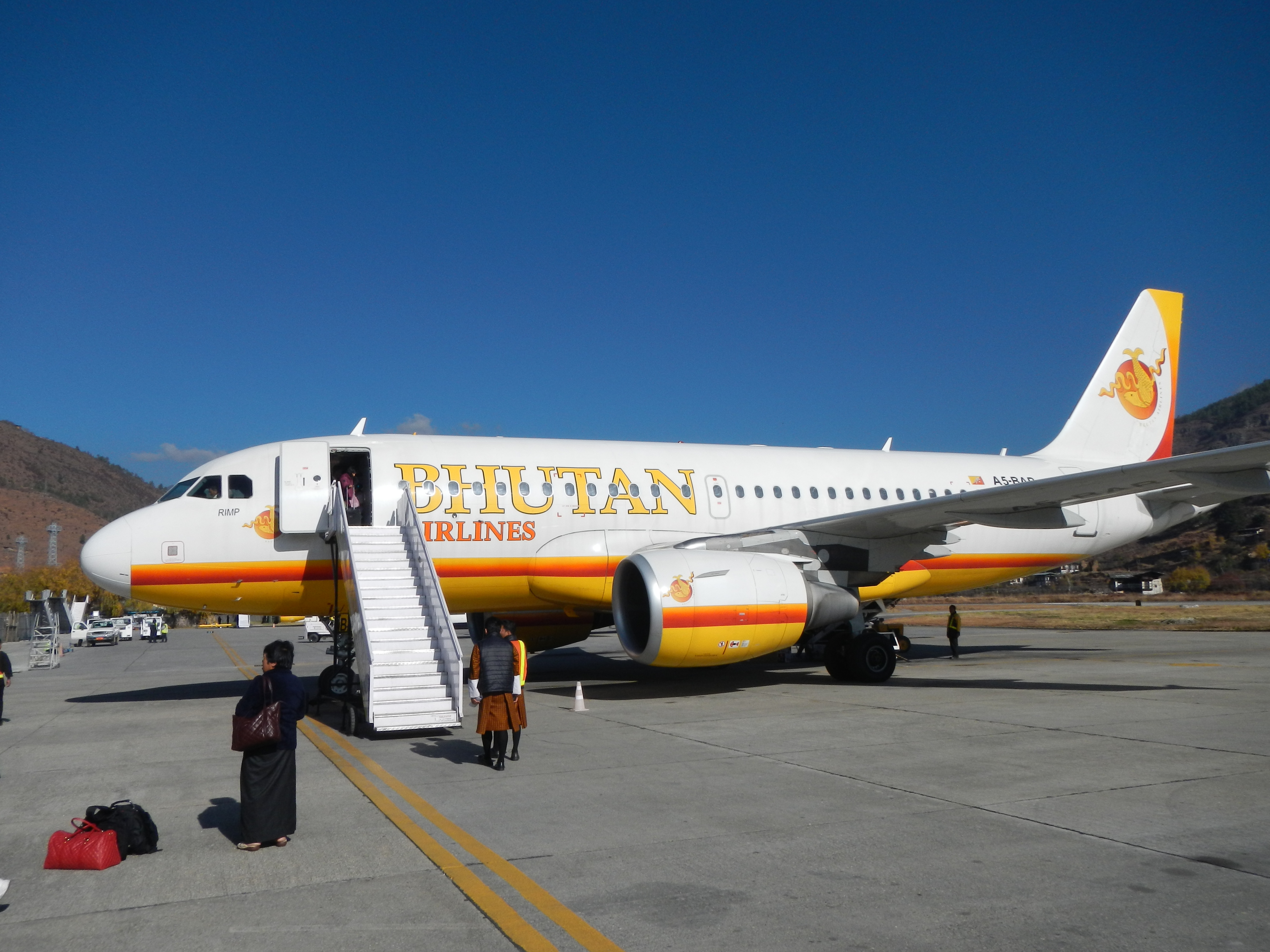
不丹航空的空中巴士A319-112型客機在帕羅機場

截止到2024年12月，不丹航空机队列表如下：